# Alpes del Delfinado

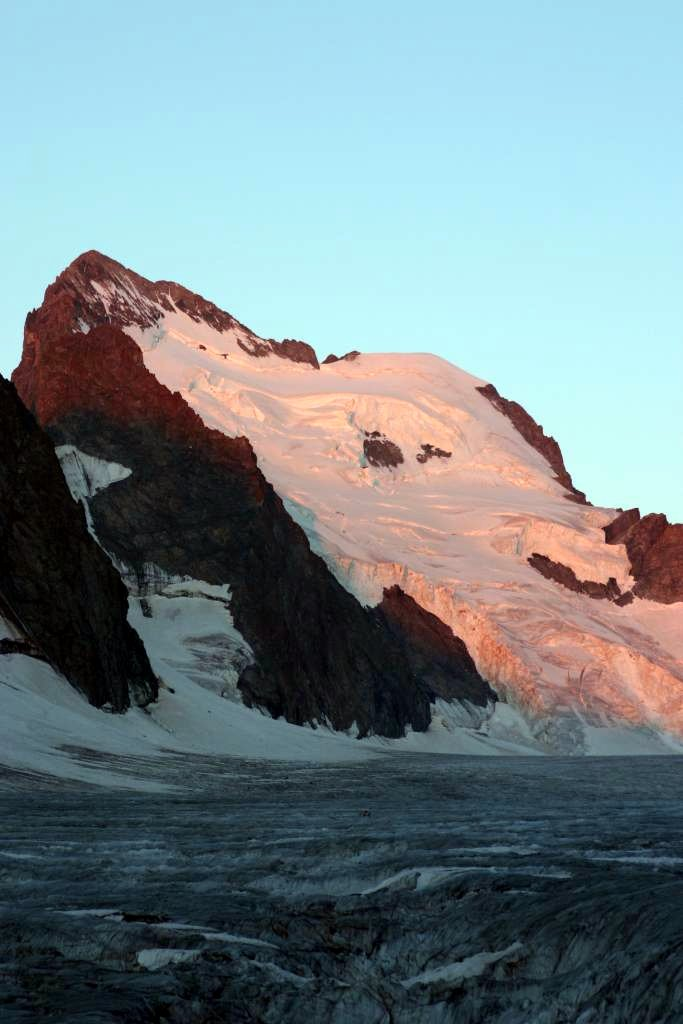
Barres des Écrins a la luz del amanecer, julio de 2006

Los Alpes del Delfinado (en francés, Alpes du Dauphiné) son 
una sección del gran sector Alpes del sudoeste, según la clasificación SOIUSA. Su pico más alto es Barre des Écrins, con 4.102 m s. n. m. Se encuentra en el sureste de Francia, al oeste de la cadena principal de los Alpes. Están separados de los Alpes Cocios en el este por el Col du Galibier y el valle alto del Durance; de los Alpes Grayos occidentales (Macizo Vanoise) en el noreste por el río Arc; de las cordilleras menores Meseta de Vercors y Montes Chartreuse en el oeste por los ríos Drac e Isère. Muchos picos superan los 3.000 metros.

## Clasificación
Las diversas clasificaciones alpinas como la Partición de los Alpes del año 1926 o la SOIUSA del 2005 identifican de modo unívoco los Alpes del Delfinado. Las discordancias nacen en las subdivisiones internas.

### SOIUSA
Según la SOIUSA, los Alpes del Delfinado son una sección alpina con la siguiente clasificación:
- Gran parte= Alpes occidentales
- Gran sector = Alpes del sudoeste
- Sección = Alpes del Delfinado
- Código = I/A-5

La SOIUSA subdivide los Alpes del Delfinado en las siguientes siete subsecciones (y a su vez las subdivide en supergrupos):
- Alpes de las Grandes Rousses y de las Aiguilles d'Arves
  - Cadena Aiguilles d'Arves-Mas de la Grave
  - Cadena Grandes Rousses
- Cadena de Belledonne
  - Macizo de los Sept Laux
  - Cadena Grand Pic de Belledonne-Grand Doménon
- Macizo de Écrins
  - Cadena Écrins-Grande Ruine-Agneaux
  - Cadena Meije-Râteau-Soreiller
  - Cadena Pelvoux-Bans-Sirac
  - Cadena Olan-Rouies
  - Cadena Arias-Muzelle
- Macizo del Taillefer
  - Cadena Taillefer-Grand Armet-Tabor-Génépi
- Macizo del Champsaur
  - Cadena Vieux Chaillol-Colle Blanche
- Macizo de Embrunais
  - Cadena Rougnoux-Rochelaire-Mourre Froid
- Montes orientales de Gap
  - Cadena Diablée-Dôme de Gap

### Otras subdivisiones
Otra subdivisión posible de los Alpes del Delfinadoes:
- Belledonne
- Grandes Rousses
- Macizo de Arvan-Villards
- Macizo del Taillefer
- Macizo des Écrins

## Picos
Los principales picos de los Alpes del Delfinado son:
| Barre des Écrins                   | 4.102 metros | (13.459 pies) |  | Pic Felix Neff          | 3.222 metros | (10.571 pies) |
| Meije                              | 3.987 metros | (13.081 pies) |  | Vieux Chaillol          | 3.163 metros | (10.378 pies) |
| Ailefroide                         | 3.954 metros | (12.972 pies) |  | Tete de Vautisse        | 3.162 metros | (10.375 pies) |
| Mont Pelvoux                       | 3.946 metros | (12.946 pies) |  | Grand Pinier            | 3.120 metros | (10.237 pies) |
| Pic Sans Nom                       | 3.913 metros | (12.838 pies) |  | Pic de Parieres         | 3.050 metros | (10.007 pies) |
| Pic Gaspard                        | 3.880 metros | (12.730 pies) |  | Mourre Froid            | 2.996 metros | (9.830 pies)  |
| Pic Coolidge                       | 3.756 metros | (12.323 pies) |  | Grand Pic de Belledonne | 2.977 metros | (9.767 pies)  |
| Grande Ruine                       | 3.754 metros | (12.317 pies) |  | Rocherblanc (Sept Laux) | 2.931 metros | (9.617 pies)  |
| Rateau                             | 3.754 metros | (12.317 pies) |  | Taillefer               | 2.861 metros | (9.387 pies)  |
| Les Bans                           | 3.669 metros | (12.037 pies) |  | Tete de l'Obiou         | 2.793 metros | (9.164 pies)  |
| Montagne des Agneaux               | 3.660 metros | (12.008 pies) |  | Pic du Frene            | 2.810 metros | (9.219 pies)  |
| Sommet des Rouies                  | 3.634 metros | (11.923 pies) |  | Grand Ferrand           | 2.761 metros | (9.059 pies)  |
| Aiguille du Plat de la Selle       | 3.596 metros |               |  | Pic de Bure (Aurouse)   | 2.712 metros | (8.898 pies)  |
| Olan                               | 3.564 metros | (11.735 pies) |  |                         |              |               |
| Pic Bonvoisin                      | 3.560 metros | (11.680 pies) |  |                         |              |               |
| Aiguilles d'Arves (punto más alto) | 3.514 metros | (11.529 pies) |  |                         |              |               |
| Grandes Rousses                    | 3.473 metros | (11.395 pies) |  |                         |              |               |
| Roche de la Muzelle                | 3.459 metros | (11.349 pies) |  |                         |              |               |
| Sirac                              | 3.438 metros | (11.280 pies) |  |                         |              |               |

## Puertos de montaña
Los principales puertos en los Alpes del Delfinado son:
| nombre                     | ubicación                                   | tipo                     | altitud (m/pies) |
| -------------------------- | ------------------------------------------- | ------------------------ | ---------------- |
| Brèche de la Meije         | La Berarde a la Grave                       | nieve                    | 3.300/10.827     |
| Brèche des Grandes Rousses | Allemont a Clavans                          | nieve                    | 3.100/10.171     |
| Brèche de Valsenestre      | Bourg d'Oisans a Valsenestre                | sendero a pie            | 2.634/8642       |
| Col Bayard                 | La Mure a Gap                               | carretera                | 1.246/4.088      |
| Col de la Casse Deserte    | La Berarde a La Grave                       | nieve                    | 3.510/11.516     |
| Col de la Croix de Fer     | Bourg d'Oisans a Saint-Jean-d'Arves         | carretera                | 2.062/6.765      |
| Col de la Croix Haute      | Grenoble a Serres y Gap                     | carretera, ferrocarril   | 1.167/3.829      |
| Col de la Lauze            | Saint-Christophe-en-Oisans a La Grave       | nieve                    | 3.543/11.625     |
| Col de l'Alpe de Vénosc    | Vénosc a Les Deux Alpes                     | camino de herradura      | 1.660/5.446      |
| Col de la Muande           | St Christophe al Val Gaudemar               | nieve                    | 3.059/10.037     |
| Col de la Muzelle          | St Christophe a Valsenestre                 | sendero a pie            | 2.500/8.202      |
| Col d'Arsine               | La Grave a Le Monêtier-les-Bains            | camino de herradura      | 2.400/7.874      |
| Col de la Temple           | La Berarde a Vallouise                      | nieve                    | 3.283/10.772     |
| Col de la Vaurze           | Val Gaudemar a Valjouffrey                  | sendero a pie            | 2.600/8.531      |
| Col de l'Eychauda          | Vallouise a Le Monêtier-les-Bains           | camino de herradura      | 2.429/7.970      |
| Col de l'Infernet          | La Grave a Saint-Jean-d'Arves               | sendero a pie            | 2.690/8.826      |
| Col de Martignare          | La Grave a Saint-Jean-d'Arves               | sendero a pie            | 2.600/8.531      |
| Col des Aiguilles d'Arves  | Valloire a Saint-Jean-d'Arves               | nieve                    | 3.150/10.335     |
| Col des Avalanches         | La Berarde a Vallouise                      | nieve                    | 3.511/11.520     |
| Col des Ecrins             | La Berarde a Vallouise                      | nieve                    | 3.415/11.205     |
| Col des Prés Nouveaux      | Le Freney a Saint-Jean-d'Arves              | camino de herradura      | 2.293/7.523      |
| Col des Quirlies           | Saint-Jean-d'Arves a Clavans                | nieve                    | 2.950/9.679      |
| Col des Sept Laux          | Allevard a Bourg d'Oisans                   | camino de herradura      | 2.184/7.166      |
| Col des Tourettes          | Orcières a Châteauroux-les-Alpes            | camino de herradura      | 2.580/8.465      |
| Col de Val Estrete         | Val Gaudemar a Champoléon                   | sendero a pie            | 2.620/8.596      |
| Col de Vallonpierre        | Val Gaudemar a Champoléon                   | sendero a pie            | 2.620/8.596      |
| Col d'Orcières             | Dormillouse a Orcières                      | camino de herradura      | 2.700/8.859      |
| Col d'Ornon                | Bourg d'Oisans a La Mure                    | carretera                | 1.360/4.462      |
| Col du Clot des Cavales    | La Berarde a La Grave                       | nieve                    | 3.128/10.263     |
| Col du Galibier            | Col du Lautaret a Saint-Michel-de-Maurienne | carretera                | 2.658/8.721      |
| Col du Glacier Blanc       | La Grave a Vallouise                        | nieve                    | 3.308/10.854     |
| Col du Glandon             | Bourg d'Oisans a La Chambre                 | carretera                | 1.951/6.401      |
| Col du Goleon              | La Grave a Valloire                         | sendero a pie            | 2.880/9.449      |
| Col du Lautaret            | Briançon a Bourg d'Oisans                   | carretera                | 2.075/6.808      |
| Col du Loup du Valgaudemar | Vallouise a the Val Gaudemar                | nieve                    | 3.112/10.210     |
| Col du Says                | La Berarde a the Val Gaudemar               | nieve                    | 3.136/10.289     |
| Col du Sele                | La Berarde a Vallouise                      | nieve                    | 3.302/10.834     |
| Col du Sellar              | Vallouise a the Val Gaudemar                | nieve                    | 3.067/10.063     |
| Col Emile Pic              | La Grave a Vallouise                        | nieve                    | 3.502/11.490     |
| Col Lombard                | La Grave a Saint-Jean-d'Arves               | nieve                    | 3.100/10.171     |
| Pas de la Cavale           | Vallouise a Champoléon                      | camino de tierra (pista) | 2.740/8.990      |